# 完全 (キリスト教)
キリスト教において完全（かんぜん、ラテン語: perfectio）とは、究極で永遠の神の持つ属性をいう。これに対して人間は不完全であるが、キリスト教徒が完全を求めるべきかどうかについては教派によって態度が異なる。カトリック教会では完徳（かんとく）と呼ばれる。

## 初期キリスト教
完全ということばは、古代ギリシア語: τέλειοςの訳語である。新約聖書では、パウロの書簡にみられるように、人間はアダムとエバに由来する原罪を持っており、不完全な存在とされる。しかしその一方で、マタイによる福音書5:48でイエスは「あなたがたの天の父が完全にあられるように、あなたがたも完全な者となりなさい」（新共同訳聖書による）といっており、人間にも完全になるように求めている。
人間が完全になることができるかどうかについては学者によって議論が分かれる。
- アウグスティヌスは存在論的には神のみが完全であるとする。人間は神よりはるかに劣った存在であり、また原罪によって完全になることができないが、神の恩寵によってのみ完全になれるとする。これは予定説に近い。
- これに対してペラギウスは、神は人間にとって達成不可能な完全を要求したりはしないと主張し、したがって人間は完全になれるとした（ペラギウス主義）。

後の学者の主張はこの2つの両極端の説の間を揺れ動いている。

## カトリック
トマス・アクィナスは神学的にはアウグスティヌスの説に賛成するものの、完全性を神のみがもつ絶対的な完全と、より低次の福音的な完全に分け、後者については達成可能なばかりでなく求めなければならないものとした。この考えはカトリック教会の従うところとなった。カトリックでは絶対的な完全は神のみのものであるが、福音的な完徳は人間が求めることができると考える。
初期のキリスト教では殉教が完徳とされ、また貞潔についても完徳と見なされた。貞潔の尊重はマタイによる福音書19:11-12にも見られる。これらはまた聖霊の賜物（カリスマ）ともされたが、のちに制度化されていった。迫害時代ののちにキリスト教が公認されて殉教がおきなくなると、完徳の追求は隠修士にひきつがれ、中世の修道会の制度へと引きつがれた。
カトリックでは、マタイによる福音書19:11-21などを根拠として、すべての人に対する義務である戒律と、少数の人のみが行う義務以上の行為である福音的勧告（完徳の勧告とも呼ぶ）を区別する。後者は清貧・貞潔・従順をいう。12世紀以降は修道会の修道誓願と福音的勧告が結びつけられた。
完全に近づくために、さまざまな神秘的な行為が試された。肉体を軽んじ、十字架のヨハネのように厳しい禁欲によって肉体の欲求を抑制しようとするものもあった。神との合一に関する著書にアビラのテレサによる『完徳の道』がある。

## メソジスト
マルティン・ルター、ジャン・カルヴァンはともに完全は神の恩寵に依存すると考え、人間が自力によって完全を求めることを否定した。カルヴァンは人が神の似姿であって、神の恩寵があれば完全になるとしたが、その場合でもこの世では完全にならない。
一般にプロテスタントでは人間が努力によって完全になることを認めなかったが、例外はメソジストであり、18世紀イギリスのジョン・ウェスレーは神学の中心に完全を置いた。完全が神の恩寵によってのみもたらされるとする点ではウェスレーもほかのプロテスタントと同じだったが、人はこの恩寵を求める努力をすべきであるとした。